# Chirixalus
Chirixalus és un gènere de granotes de la família Rhacophoridae que es troba a l'Àsia oriental i meridional.

## Taxonomia
- Chirixalus ananjevae
- Chirixalus cherrapunjiae
- Chirixalus doriae
- Chirixalus dudhwaensis
- Chirixalus eiffingeri
- Chirixalus hansenae
- Chirixalus laevis
- Chirixalus nongkhorensis
- Chirixalus palpebralis
- Chirixalus punctatus
- Chirixalus romeri
- Chirixalus shyamrupus
- Chirixalus simus
- Chirixalus vittatus